# Avia Traffic Company
Pour les articles homonymes, voir Avia.

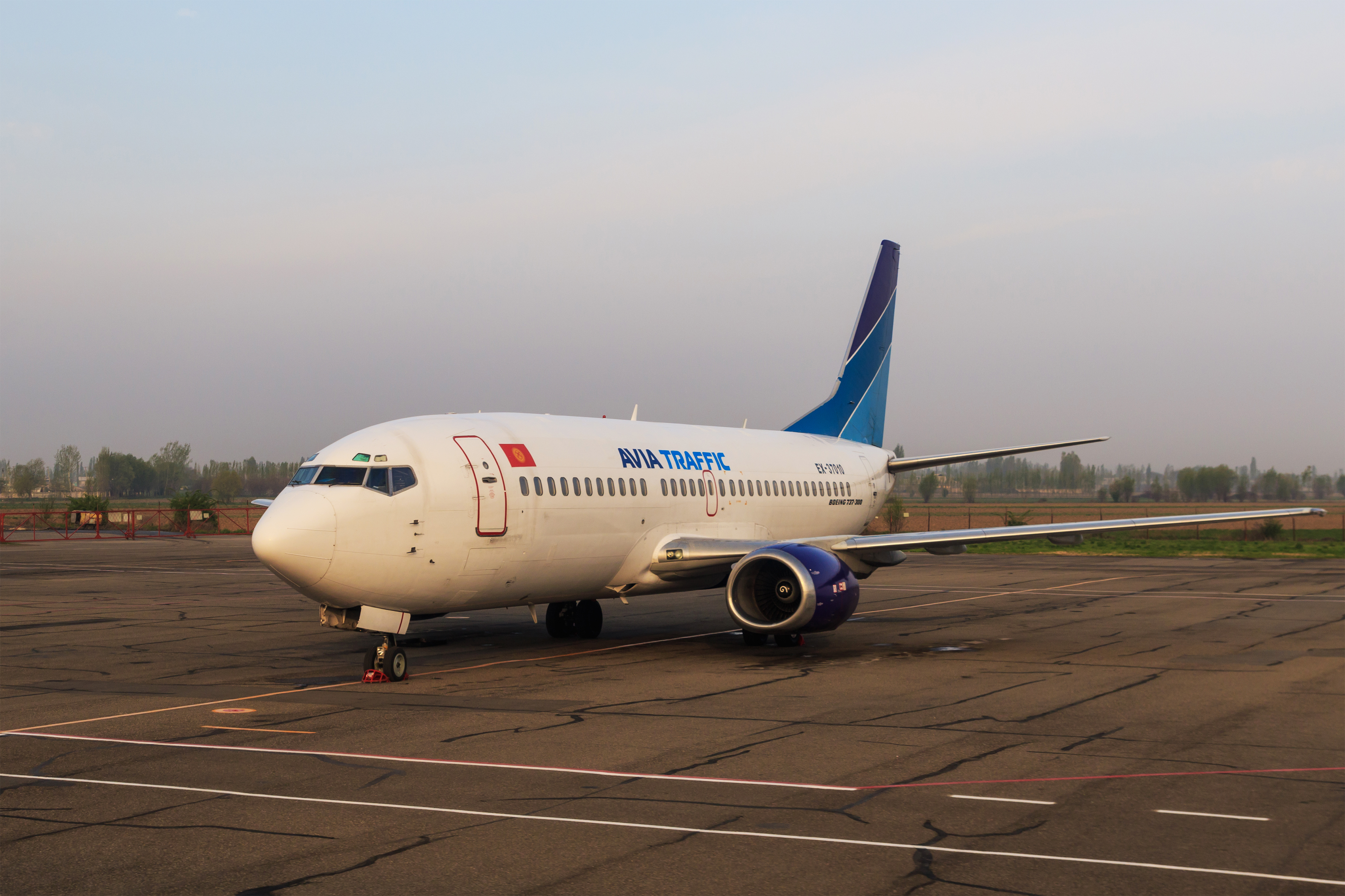

Avia Traffic Company est une compagnie aérienne dont le siège se situe à Bichkek, au Kirghizistan. Elle opère depuis l'aéroport international de Manas.
Elle fait partie de la liste des compagnies aériennes qui font l'objet d'une interdiction d'exploitation dans l'Union européenne.

## Destinations
En décembre 2019, Avia Traffic Company proposait diverses destinations dont, :
- Grozny (Grozny Airport) [4]
- Irkoutsk (International Airport Irkutsk)[5]
- Istanbul (Istanbul Airport) (resumes 20 février 2020)[6]

## Flotte
La flotte d'Avia Traffic Company comprend les appareils suivants (en août 2019):
| Appareil        | En service | Commandes | Passagers | Remarques |
| --------------- | ---------- | --------- | --------- | --------- |
| Airbus A320-200 | 2          | —         | 180       |           |
| Boeing 737-300  | 5          | —         | 149       |           |
| Boeing 737-500  | 1          | —         | 132       |           |
| Total           | 8          | —         |           |           |

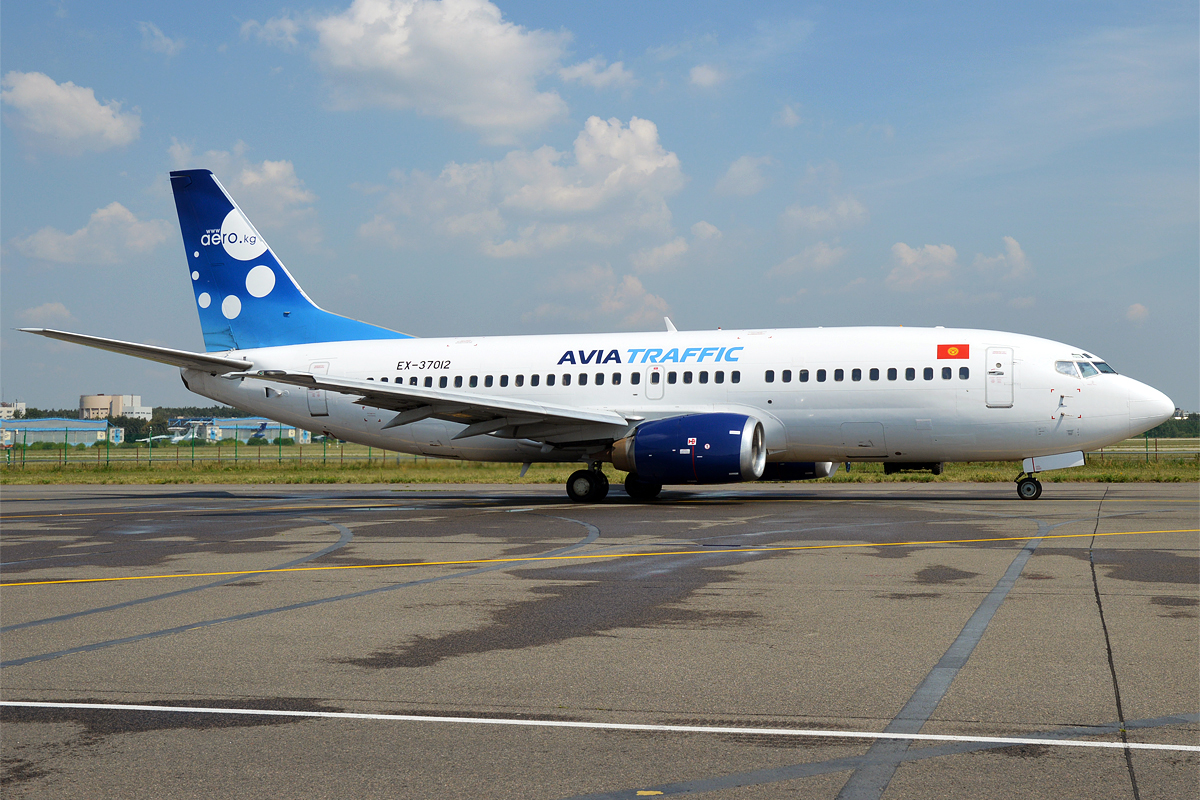
Avia Traffic, EX-37012, Boeing 737-33A
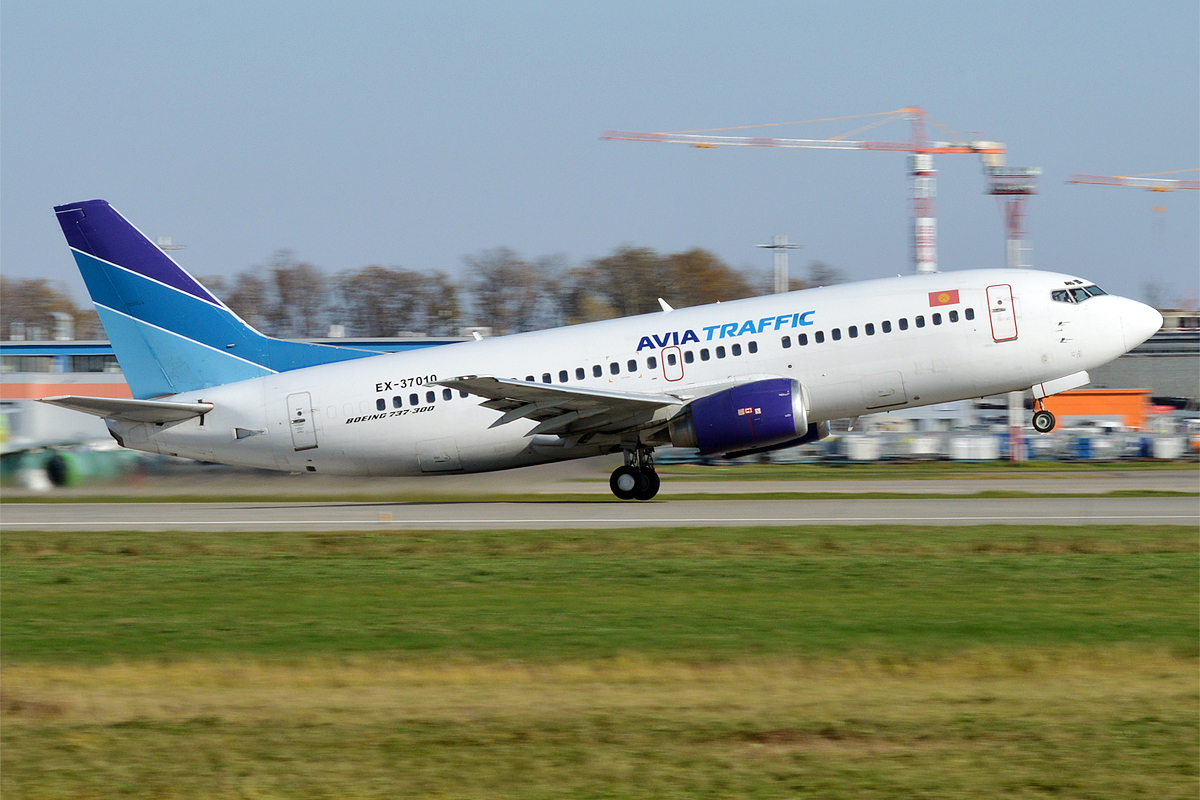
Avia Traffic, EX-37010, Boeing 737-3L9
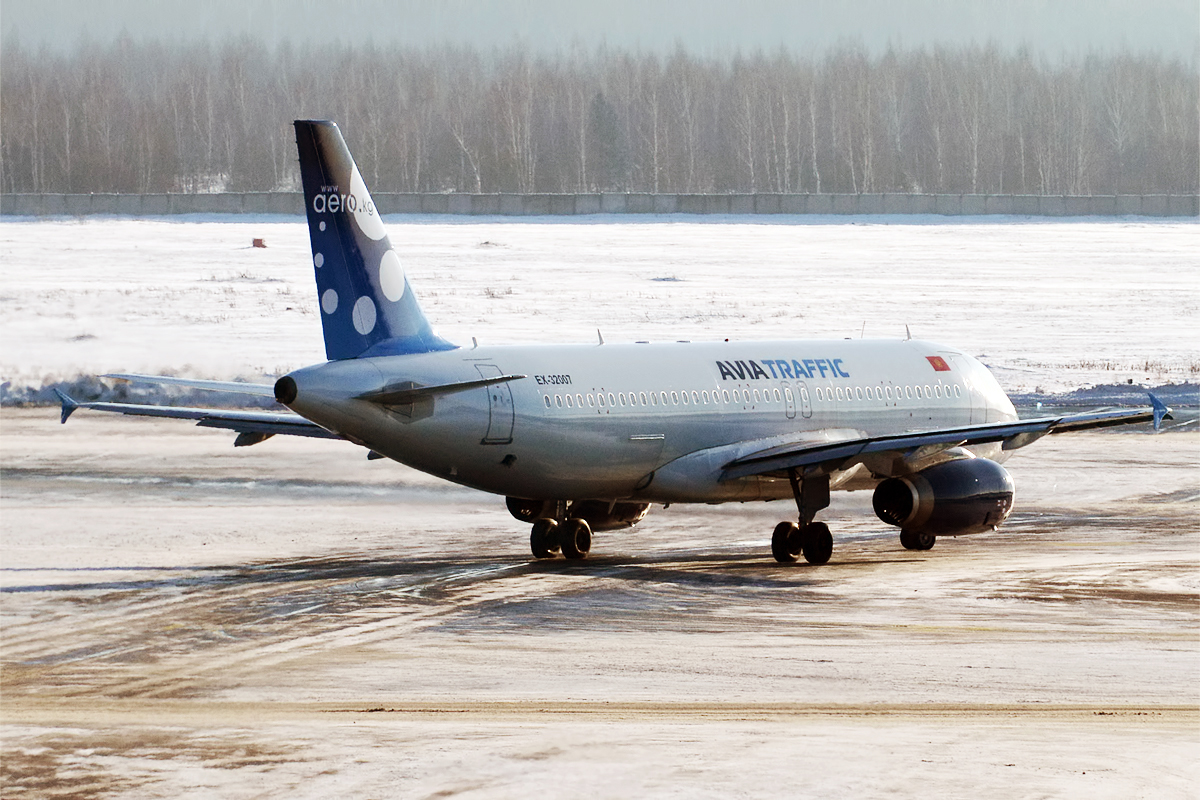
Avia Traffic Company, EX-32007, Airbus A320-200
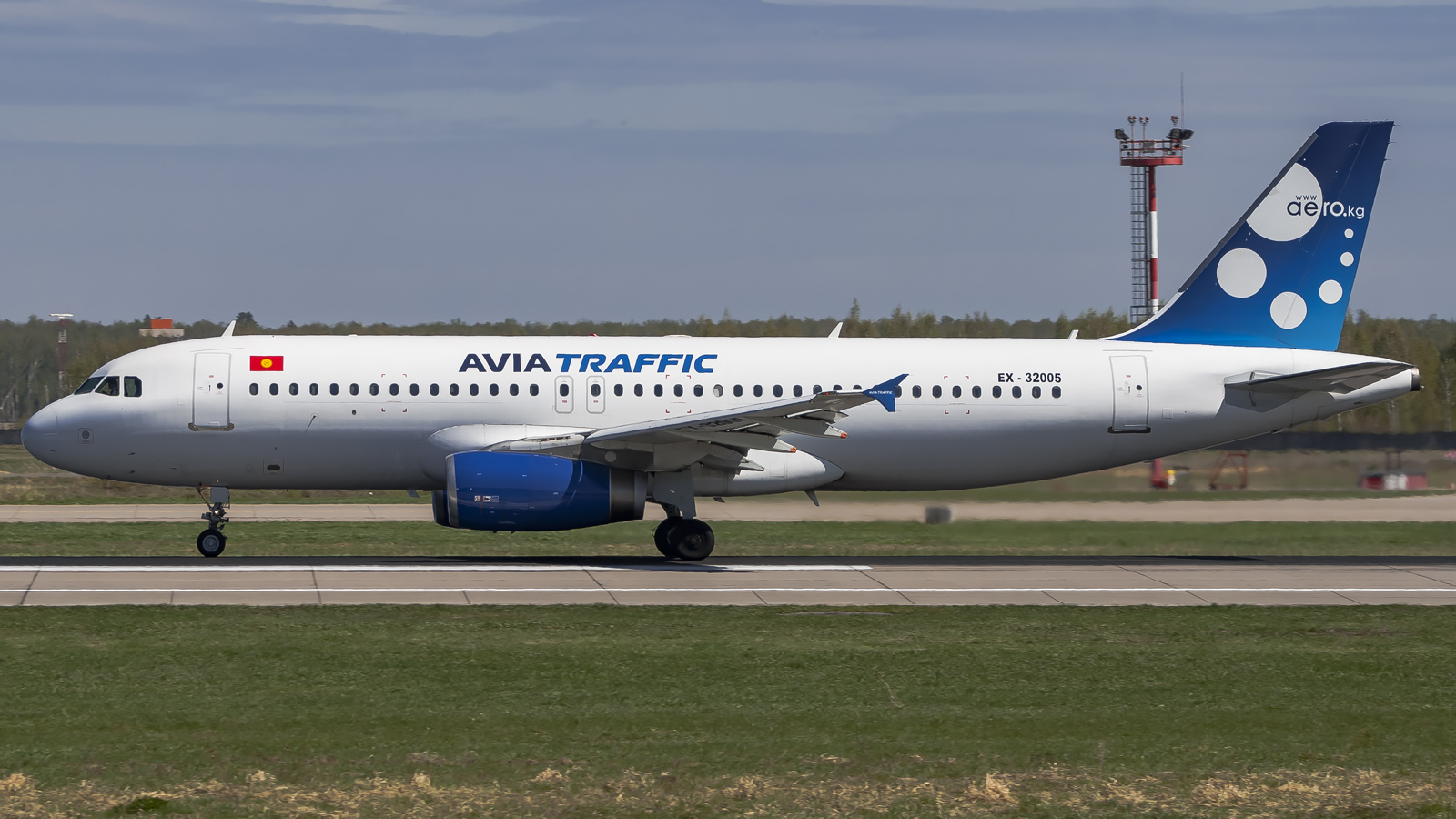
A320 Avia Traffic à Moscou Domodedovo

La compagnie a également exploité par le passé les types d'avion suivants :
- British Aerospace 146-200
- Antonov An-24RV

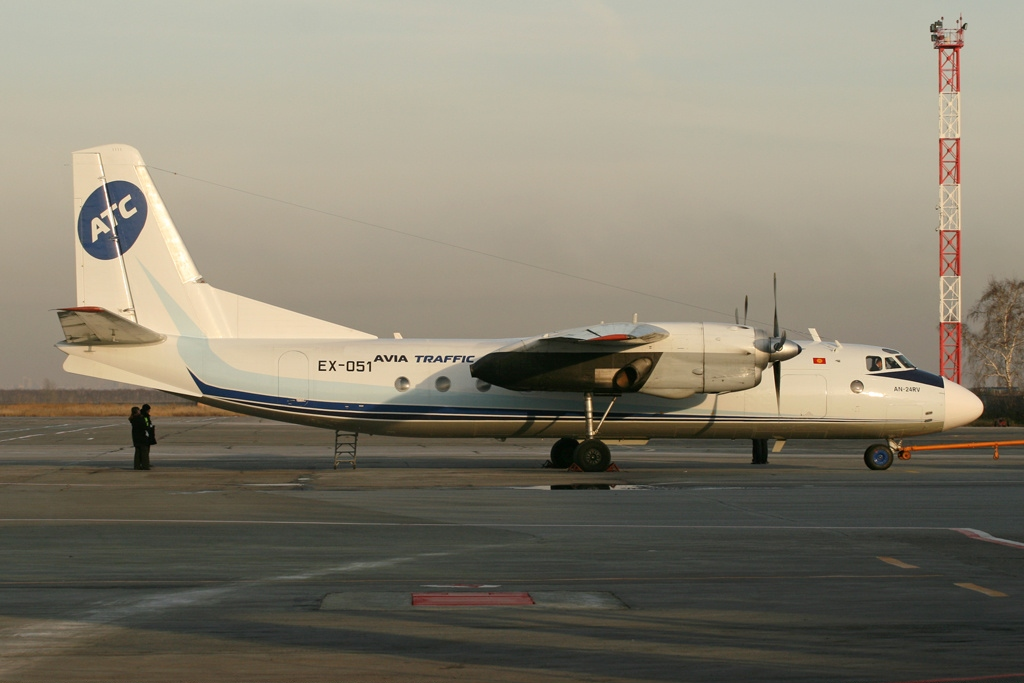
Un Antonov An-24RV à Novosibirsk
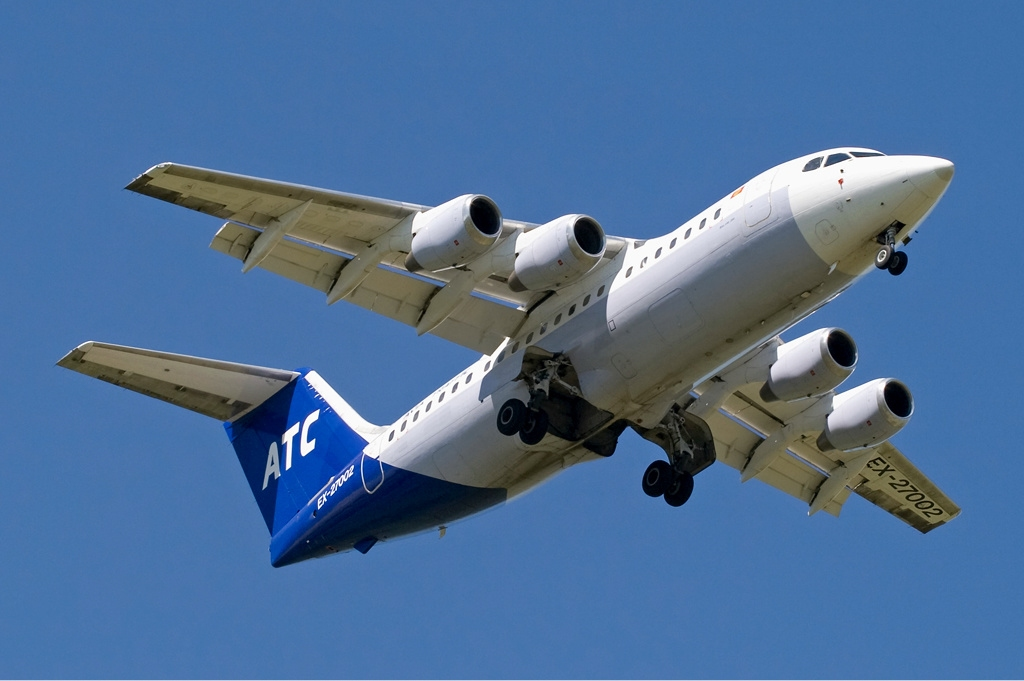
BAe 146-200